# Прапор Башкортостану
Прапор Республіки Башкортостан є державним символом Республіки Башкортостан. Прийнятий Парламентом Республіки 6 липня 1999 року. Зареєстрований за № 165 у Геральдичному регістрі РФ.

## Опис
Прапор Республіки Башкортостан являє собою прямокутне триколірне полотнище з емблемою, що складається з горизонтальних рівновеликих по ширині смуг: верхня смуга синього кольору, середня — білого кольору, нижня — зеленого кольору. У центрі білої смуги золотавим кольором зображена емблема — коло, усередині якого перебуває стилізована квітка кураю, що складається з 7 пелюстків. Співвідношення ширини прапора до його довжини — 2:3 (спочатку до 2003 р. — 1:2). Верхня, середня й нижня смуги становлять по 1/3 ширини прапора, коло розташовується в центрі прапора, і його діаметр становить 1/8 довжини або 1/4 ширини прапора.
У прапорі Республіки Башкортостан синій колір означає ясність, чесноту й чистоту помислів народів республіки, білий — їхнє миролюбство, відкритість, готовність до співробітництва; зелений — волю, вічність життя. Квітка кураю — символ дружби, 7 його пелюстків, розташованих у центрі білої смуги, символізують 7 пологів, що поклали початок консолідації і єднанню народів Башкортостану на його території. Окружність, що обрамляє квітку — знак вічного руху. Синій і білий кольори прапора збігаються із кольорами прапора Росії — підтвердження того, що башкири століттями жили у мирі й дружбі з Росією.

## Інші версії

Прапор Комітету башкирського опору

Прапор Башкурдистану, який існував у 1917—1919 рр., мав іншу послідовність кольорів: синій, зелений та білий. Коли у 1990-ті роки зайшла мова про відновлення національного прапору, вже існував прапор з такою ж послідовністю кольорів — Республіки Комі, тому влада Башкортостану змінила їх послідовність. Національний рух подекуди продовжує використовувати прапор зі старими кольорами.
Рота «Башкорт» у складі ЗСУ та Комітет Башкирського опору використовують старий прапор 1917—1919 рр., з доданням блакитного місяця та зірки у центрі.